# Sienes
Sienes è un comune spagnolo di 55 abitanti situato nella comunità autonoma di Castiglia-La Mancia.